# Jamie Thraves
Jamie Thraves (ur. 2 czerwca 1969 w Romford w Londynie) – brytyjski scenarzysta i reżyser. 

## Życiorys
W 1989 zaczął tworzyć wczesne filmy eksperymentalne na University of Humberside. Jego film dyplomowy Scratch (1991) i The Take-Out (1993), krótkometrażowy film zrealizowany w ramach programu BFI New Directors, zdobyli nagrody na festiwalach filmowych na całym świecie. W 1993 dołączył do Royal College of Art, gdzie nakręcił kolejny nagradzany film, The Hackney Downs (1995).
Zasłynął reżyserią teledysku do piosenki „Just” (1995) grupy Radiohead. Od tamtego czasu współpracował przy okazji kręcenia teledysków z m.in. Coldplay, Neneh Cherry, Blur i The Verve. W 1998 Thraves wygrał nagrodę dla najlepszego brytyjskiego krótkometrażowego filmu na festiwalu Edinburgh International Film Festival za jego obraz I Just Want to Kiss You (1998) z Martinem Freemanem.
W 2003 za realizację wideoklipu „The Scientist” (2002) zespołu Coldplay otrzymał MTV Video Music Awards w kategorii „najlepsza reżyseria” i „teledysk przełomowy”.
Jego trzeci film fabularny Treacle Jr. (2011) z Aidanem Gillenem, podczas światowej premiery na 21. brytyjskim festiwalu filmowym w Dinard zdobył Nagrodę Specjalną Jury - Hitchcock D'Or.

## teledyski
| Rok  | Tytuł                             | Artysta                  |
| ---- | --------------------------------- | ------------------------ |
| 1995 | „Soup”                            | Blind Melon              |
| 1995 | „Just”                            | Radiohead                |
| 1996 | „Charmless Man”                   | Blur                     |
| 1996 | „Woman”                           | Neneh Cherry             |
| 1997 | „All I Want to Do Is Rock”        | Travis                   |
| 1997 | „Lucky Man”                       | The Verve                |
| 1998 | „Temper Temper”                   | Goldie/Noel Gallagher    |
| 1998 | „Being a Girl”                    | Mansun                   |
| 1998 | „Negative”                        | Mansun                   |
| 2000 | „Catch the Sun”                   | Doves                    |
| 2001 | „So Why So Sad”                   | Manic Street Preachers   |
| 2002 | „Sound of Sounds”                 | Gomez                    |
| 2002 | „The Scientist”                   | Coldplay                 |
| 2003 | „God Put a Smile upon Your Face”  | Coldplay                 |
| 2005 | „Love Steals Us from Loneliness”  | Idlewild                 |
| 2005 | „I Understand It”                 | Idlewild                 |
| 2005 | „Somewhere Else”                  | Razorlight               |
| 2005 | „Half Light”                      | Athlete                  |
| 2006 | „I Will Follow You into the Dark” | Death Cab for Cutie      |
| 2006 | „Anna-Molly”                      | Incubus                  |
| 2006 | „9 Crimes”                        | Damien Rice              |
| 2007 | „Overpowered”                     | Róisín Murphy            |
| 2008 | „Daddy’s Gone”                    | Glasvegas                |
| 2009 | „Fire Escape”                     | Fanfarlo                 |
| 2010 | „I'd Do It All Again”             | Corinne Bailey Rae       |
| 2010 | „Dirtee Disco”                    | Dizzee Rascal            |
| 2012 | „Two Fingers”                     | Jake Bugg                |
| 2013 | „Another Love”                    | Tom Odell                |
| 2014 | „Hold On”                         | Twin Atlantic            |
| 2014 | „Money on My Mind”                | Sam Smith                |
| 2014 | „Stay with Me”                    | Sam Smith                |
| 2015 | „Everything I Am Is Yours”        | Villagers                |
| 2017 | „Sweat”                           | The All-American Rejects |